# Liste der Baudenkmäler in Hallbergmoos
Auf dieser Seite sind die Baudenkmäler in der oberbayerischen Gemeinde Hallbergmoos zusammengestellt. Diese Tabelle ist eine Teilliste der Liste der Baudenkmäler in Bayern. Grundlage ist die Bayerische Denkmalliste, die auf Basis des Bayerischen Denkmalschutzgesetzes vom 1. Oktober 1973 erstmals erstellt wurde und seither durch das Bayerische Landesamt für Denkmalpflege geführt wird. Die folgenden Angaben ersetzen nicht die rechtsverbindliche Auskunft der Denkmalschutzbehörde.

## Baudenkmäler nach Ortsteilen

### Hallbergmoos
| Lage                          | Objekt                               | Beschreibung | Akten-Nr.             | Bild                    |
| ----------------------------- | ------------------------------------ | --- | --------------------- | ----------------------- |
| Ludwigstraße 2 (Standort)     | Gasthaus                             | Zweigeschossiger Satteldachbau mit flacherem Schleppdach über nördlichem Anbau, klassizistisch, mit Inschrift von 1830.                                                                              | D-1-78-130-7 Wikidata | Gasthaus                |
| Theresienstraße (Standort)    | Leichenhaus im Friedhof              | Klinkerverputzter Satteldachbau mit dreibogiger Vorhalle im Stil der Neurenaissance, Mitte 19. Jahrhundert.                                                                                          | D-1-78-130-1 Wikidata | Leichenhaus im Friedhof |
| Theresienstraße 7 (Standort)  | Kriegerdenkmal                       | Zur Erinnerung an die Gefallenen des deutsch-französischen Krieges von 1870/1871 und der beiden Weltkriege, Granit-Stele mit Obelisk und zwei Bronzelöwen, flankiert von zwei Inschrift-Stelen.      | D-1-78-130-8 Wikidata | Kriegerdenkmal          |
| Theresienstraße 10 (Standort) | Katholische Pfarrkirche St. Theresia | Klassizistischer Saalbau aus Backstein mit leicht eingezogener Apsis und angefügter zweigeschossiger Sakristei, unter Beteiligung von Daniel Ohlmüller 1832/1834 errichtet, erweitert 1876 und 1903. | D-1-78-130-2          | weitere Bilder          |

### Birkeneck
| Lage                   | Objekt                                 | Beschreibung | Akten-Nr.             | Bild                                   |
| ---------------------- | -------------------------------------- | --- | --------------------- | -------------------------------------- |
| Birkeneck 1 (Standort) | Schloss Birkeneck                      | Erbaut als Jagdschloss von Fürstbischof Johann Franz Ecker zu Karpfing als zweigeschossiger Satteldachbau mit Schweifgiebeln und Putzgliederungen, 1706, nördlicher Anbau in gleicher Art, 1925/26, ehemalige Schlosskapelle zum Festsaal ausgebaut, Deckenstuck bezeichnet mit dem Jahr 1927; mit Ausstattung. | D-1-78-130-4 Wikidata | weitere Bilder                         |
| Birkeneck 1 (Standort) | Grenzmarkstein des Hochstifts Freising | Bezeichnet mit dem Jahr 1718. | D-1-78-130-5 Wikidata | Grenzmarkstein des Hochstifts Freising |

### Erching
| Lage                 | Objekt                      | Beschreibung | Akten-Nr.                       | Bild           |
| -------------------- | --------------------------- | --- | ------------------------------- | -------------- |
| Erching 1 (Standort) | Schloss Erching             | Ehemaliges Jagd- und Lustschloss der Freisinger Fürstbischöfe, Neubau auf Grundlage einer mittelalterlichen Burganlage, dreigeschossiges barockes Wasserschloss mit Satteldach, Eckquaderungen und kräftigen Fensterverdachungen, durch Albrecht Sigismund von Bayern, Bischof von Freising, von Hans Moosbrugger 1653 erbaut, von ringförmigem Schloßweiher umgeben. | D-1-78-130-6 Wikidata           | weitere Bilder |
| Erching 1 (Standort) | Schlosskapelle St. Walburga | Freistehend mit polygonalem Chorturm, 1658 erneuert; mit Ausstattung. | D-1-78-130-6 zugehörig Wikidata | weitere Bilder |

## Ehemalige Baudenkmäler
In diesem Abschnitt sind Objekte aufgeführt, die früher einmal in der Denkmalliste eingetragen waren, jetzt aber nicht mehr. Objekte, die in anderem Zusammenhang also z. B. als Teil eines Baudenkmals weiter eingetragen sind, sollen hier nicht aufgeführt werden. Aktennummern in diesem Abschnitt sind ehemalige, jetzt nicht mehr gültige Aktennummern.

| Lage                                                                                  | Objekt             | Beschreibung | Akten-Nr. | Bild |
| ------------------------------------------------------------------------------------- | ------------------ | ------------ | --------- | ---- |
| Goldach Bei Goldach, Grünecker Straße, an der früheren Kreisgrenze Freising/Erding () | Bezirksgrenzschild | Um 1870/1880 |           |      |